# Compsopogon
Compsopogon, rod crvenih algi iz porodice Compsopogonaceae, dio reda Compsopogonales. Postoji nekoliko vrsta. Tipična C. caeruleus živi u morima i slatkoj vodi; ostale vrste su sve slatkovodne .

## Vrste
1. Compsopogon argentinensis Pujals
2. Compsopogon caeruleus (Balbis ex C.Agardh) Montagne - tip
3. Compsopogon corinaldii (Meneghini) Kützing
4. Compsopogon helwanii El-Gamal & Salah El-Din
5. Compsopogon lividus De Toni
6. Compsopogon occidentalis Tracanna
7. Compsopogon sparsus S.L.Xie & Y.J.Ling